# Новотрясов Артур Миколайович
Арту́р Микола́йович Новотря́сов (нар. 19 липня 1992, Євпаторія, Крим, Україна) — український футболіст, захисник футбольного клубу «Вікторія».

## Життєпис
Вихованець сімферопольського Училища олімпійського резерву. У ДЮФЛУ провів 80 ігор, забив 38 голів. Із 2009 року по 2012 рік виступав за «Кримтеплицю», провівши в Першій лізі чемпіонату України 62 матчі та забивши три м'ячі. У жовтні 2012 року уклав угоду із сімферопольською «Таврією», за яку жодного разу не зіграв. У 2013 році за угодою про оренду на один рік приєднався до «Буковини», за яку провів 28 ігор і відзначився трьома забитими м'ячами.
У 2014 році уклав угоду із львівськими «Карпатами» на чотири роки. 23 серпня того ж року у грі 1/16 фіналу Кубка України проти клубу «Чайка» вперше з'явився на полі у формі львів'ян, а 5 квітня 2015 вперше зіграв у Прем'єр-лізі проти запорізького «Металурга». 1 листопада 2016 року було офіційно повідомлено, що «Карпати» припинили співпрацю з Новотрясовим за згодою сторін.
20 січня 2017 року підписав контракт з клубом «Іллічівець», який очолював Олександр Севідов, під керівництвом якого Артур виступав уже двічі (в «Кримтеплиці» та «Карпатах»). У липні 2017 року припинив співпрацю з маріуполькою командою та став гравцем одеського «Чорноморця». Однак на початку вересня того ж року покинув склад «моряків». Для Новотрясова це став вже другий відхід з команди після того, як її очолює Олег Дулуб (перший раз — у «Карпатах»).
Проте незабаром підписав контракт з футбольним клубом «Інгулець». Дебютував за «Інгулець» 10 вересня 2017 року матчі проти клубу «Геліос», в той же час цей матч став 100-им для Новотрясова в першій лізі України. В кінці листопада 2018 року за обопільною згодою сторін залишив клуб.
Зимове міжсезоння, як і раніше проводив в Чернівцях. 
На початку 2019 року переїхав до рідного анексованого Росією Криму та виступав за «Кримтеплицю», яка брала участь уже не в українських змаганнях, а в Прем'єр-лізі Кримського футбольного союзу під егідою УЄФА — 51 поєдинок (3 голи).
У 2021 році відправився до Казахстану, де грав в першоліговій команді «Киран».
Влітку 2022 року після 8-річної перерви знову став гравцем «Буковини». Перед стартом 2023/24 сезону був обраний капітаном команди (згодом віце-капітаном), а 6 серпня 2023 року Артур провів 50-й офіційний матч у «футболці» чернівецької «Буковини» (47 матчів у першій лізі та 3 кубкових поєдинка). 8 жовтня 2023 року Новотрясов провів 150-й офіційний матч у першій лізі України.

### Збірна України
У 2011 році зіграв одну гру за юнацьку збірну України до 19 років.

## Досягнення
- Переможець Першої ліги України: 2016/17
- Бронзовий призер Першої ліги Казахстану: 2021

## Сім'я
Одружений, з дружиною познайомився під час виступів за «Буковину» (вона уродженка саме цього краю). Виховує сина, який народився у Львові (під час виступів Артура за «Карпати»).